# Науково-інформаційна діяльність
Науково-інформаційна діяльність - сукупність дій, спрямованих на задоволення потреб громадян, юридичних осіб і держави у науково-технічній інформації, що полягає в її збиранні, аналітично-синтетичній обробці, фіксації, зберіганні, пошуку і поширенні.